# Duello nel Texas
Duello nel Texas (también conocida internacionalmente como Gunfight at Red Sands y Gringo) es una coproducción internacional ítalo-española de 1963 dirigida por Ricardo Blasco y Mario Caiano, producida por Albert Band y protagonizado por Richard Harrison. Fue el primer wéstern en presentar una banda sonora compuesta por Ennio Morricone.

## Argumento
Gringo, un americano criado dentro de una familia modesta de mexicanos, tras luchar contra el régimen mexicano junto a la guerrilla, descubre que unos bandidos han matado a su padre adoptivo y herido a su hermano. Al descubrir la tragedia, Gringo busca encontrar a los asesinos, y poco a poco descubre que ciertas personas en el pueblo quieren quedarse con la tierra de su familia adoptiva.

## Reparto
- Richard Harrison como Ricardo «Gringo» Martinez.
- G. R. Stuart como Sheriff Lance Corbett.
- Mikaela como Maria Huertas
- Sara Lezana como Elisa «Lisa» Martinez.
- Dan Martin como Manuel Martinez.
- Sam Field como Doctor Bancroft.
- Barta Barry como Lou Stedman.
- Aldo Sambrell como Juan Guardo.
- Agustín González como Risitas Wilson.
- Bruna Simionato como Rosa Cardena.
- Ángel Solano como Miller.
- Gonzalo Ezquiro como Kincaid Wilson.
- Xan das Bolas como Barbero.
- José Calvo como Francisco.
- José Luis Chinchilla como Hombre del sheriff.
- Tito García como Herrero.
- Alfonso Rojas como Don Esteban.
- Rafael Vaquero como Tendero.
- Guillermo Vera como Mexicano.